# Gradient tèrmic

## Gradient tèrmic atmosfèric
En les ciències atmosfèriques (meteorologia, climatologia i altres camps relacionats), el gradient tèrmic (habitualment de l'atmosfera terrestre, més en general de qualsevol fluid) és una quantitat física que descriu en quina direcció i a quin ritme canvia més ràpidament la temperatura als voltants d'un punt determinat. El gradient tèrmic és una quantitat dimensional que s'expressa en unitats de graus (en una escala de temperatura) per unitat de distància. La unitat del SI és el kelvin per metre (K/m).
L'existència d'aquests gradients és un dels factors determinants de la circulació atmosfèrica a gran escala, juntament amb l'efecte Coriolis. Ens ajuda a comprendre i predir canvis en el clima gràcies a que els gradients tèrmics marcats poden generar canvis significatius en les condicions climàtiques d'una regió.

### Factors Influents en la Troposfera
Trobem diferents gradients tèrmics segons la nostra latitud ja que la radiació solar no arriba per igual a totes les parts del planeta. En la troposfera (capa atmosfèrica més baixa) és on trobem aquests patrons teòrics de temperatura . En latituds mitjanes la temperatura disminueix de forma contínua 1 °C per cada 154 m d'ascens. En canvi, si ens movem a la zona intertropical el descens tèrmic és aproximadament de 1 °C per cada 180 m d'ascens.
En la pràctica el gradient tèrmic també pot ser alterat per diferents variacions atmosfèriques com anticiclons durant un períodes llargs, núvols, precipitació, vents, la zona geotèrmica, la zona orogràfica i fins i tot la influència humana.

## Gradient tèrmic en fluids
El gradient tèrmic en fluids és la variació de temperatura dins d'un fluid, com ara aigua o aire. Aquest concepte ens ajuda a comprendre fenòmens com la convecció i altres processos de transferència de calor en aquests mitjans.
En fluids, la variació de temperatura pot afectar la densitat del material, creant diferències en la seva massa per unitat de volum. Aquest canvi en la densitat pot induir moviments i corrents en el fluid, fenòmens que tenen un impacte directe en processos naturals com els corrents oceàniques i la circulació atmosfèrica.
El gradient tèrmic és una mesura crucial per determinar la direcció i l'escalatge del flux de calor dins d'un fluid. És un factor determinant en la comprensió del comportament dels fluids sota l'efecte de gradients de temperatura variables, essencial per preveure i interpretar canvis en corrents oceànics,  atmosfèrics i altres moviments en la geosfera.

## Descripció matemàtica
El gradient tèrmic és una grandària matemàtica crucial per a la descripció de la variació de temperatura en un determinat punt de l'espai. Aquest concepte es basa en la derivada espacial de la temperatura, proporcionant una mesura precisa de la taxa de canvi de la temperatura en relació amb la posició en l'espai.
Matemàticament, el gradient tèrmic (representat com "T") es defineix com la següent expressió: 
{\displaystyle \mathrm {T} =-{\frac {\Delta t}{\Delta z}}=-{\frac {T2-T_{1}}{Z_{2}-Z_{1}}}}
Aquesta formulació revela com la temperatura canvia en diferents direccions de l'espai, essent fonamental per a la comprensió del comportament termal d'un sistema. En contextos pràctics, aquesta informació permet la caracterització precisa dels gradients tèrmics en fluids i altres mitjans, sent una eina indispensable en l'estudi de processos com la conducció de calor i la convecció.